# Kreisbrandinspektor

Helmkennzeichnung eines KBI in Hessen

Ein Kreisbrandinspektor (KBI) ist ein ehren- oder hauptamtlicher Feuerwehrangehöriger, der in den einzelnen deutschen Ländern unterschiedliche Aufgaben hat. Gemeinsam ist jedoch, dass er größere Feuerwehreinsätze auf Kreisebene leiten kann und feuerwehrtechnische Aufgaben bei den Kreisverwaltungen bearbeitet.

## Bayern
In Bayern ist ein Kreisbrandinspektor eine besondere Führungskraft, die für einen Inspektionsbereich innerhalb eines Landkreises zuständig ist. Er ist dem Kreisbrandrat unterstellt und den Kreisbrandmeistern seines Bereiches vorgesetzt. Die Funktion des KBI wird ehrenamtlich ausgeübt, allerdings kann eine entsprechende Aufwandsentschädigung durch den Landkreis erfolgen. Kreisbrandinspektoren sind Teil der Kreisbrandinspektion. In Großen Kreis- und kreisfreien Städten heißt die entsprechende Funktion Stadtbrandinspektor (kurz: SBI). In kreisfreien Städten ist der stellvertretende Kommandant und in Großen Kreisstädten der Kommandant zugleich SBI.

## Hessen
In Hessen ist der Kreisbrandinspektor (gemäß § 13 HBKG) in der Regel ein hauptamtlich beschäftigter Feuerwehrbeamter des gehobenen oder höheren feuerwehrtechnischen Dienstes. Er ist bei der Kreisverwaltung angestellt und hat die höchste feuerwehrtechnische Dienststellung in einem Landkreis. Ein Kreisbrandinspektor darf nicht zugleich Gemeindebrandinspektor sein und wird durch den Kreisausschuss nach Anhörung der Vertreter der Freiwilligen Feuerwehren ernannt.
Zu den Aufgaben eines Kreisbrandinspektor gehören nach dem HBKG unter anderem:
- die Ausübung der Aufsichtsfunktion in brandschutztechnischen Angelegenheiten gegenüber den kreisangehörigen Städten und Gemeinden,
- die Wahrnehmung des Brandschutzaufsichtsdienstes innerhalb des Landkreises,
- im Regelfall die Leitung der Brandschutz- und Katastrophenschutzdienststelle des Landkreises,
- die Planung von Einrichtungen und Anlagen des überörtlichen Brandschutzes und der Technische Hilfeleistung im Kreisgebiet zur Unterstützung der örtlichen Feuerwehren,
- die Planung und Förderung der Brandschutzerziehung innerhalb des Landkreises,
- die Aufstellung von Alarmplänen und Einsatzplänen für die Gewährung nachbarlicher Hilfeleistung innerhalb und über die Grenzen des Kreisgebietes hinaus und die Abstimmung mit den benachbarten Landkreisen oder kreisfreien Städten,
- die Planung und Durchführung von gemeinsamen Übungen, Ausbildungs- und Fortbildungsveranstaltungen der Feuerwehren im Landkreis oder im Einvernehmen mit benachbarten Landkreisen oder kreisfreien Städten sowie
- die Durchführung von Gefahrenverhütungsschauen.

Zusätzlich obliegen ihm in der Regel die Aufgaben der Unteren Katastrophenschutzbehörde nach den §§ 24ff. des HBKG. Ihm unterstehen die Kreisbrandmeister als Vertreter (gem. § 13 Abs. 1 Satz 3 HBKG).

## Thüringen
Auch in Thüringen existiert die Funktion eines Kreisbrandinspektors als höchster Führungsgrad der Kreisfeuerwehr. Grundlage für das Amt ist § 16 ThürBKG. Nach Absatz 1 ist der Kreisbrandinspektor für die Durchführung der dem Landkreis dem Gesetz obliegenden Aufgaben zuständig und wird nach Anhörung der Vertreter der Freiwilligen Feuerwehren durch den Landkreis ernannt. Er ist Ehrenbeamter. Vertreten wird er durch einen Kreisbrandmeister. Das Amt des Kreisbrandinspektors ist als Hauptamt ausgestaltet; Kreisbrandinspektoren dürfen nicht zugleich Ortsbrandmeister sein.